# Talijanska mornarica
Talijanska mornarica (skraćeno MM) je mornarica Talijanske Republike. To je jedna od četiri grane talijanskih oružanih snaga i formirana je 1946. od onoga što je ostalo od Regia Marine (Kraljevske mornarice) nakon Drugog svjetskog rata. Od 2014  godine, talijanska mornarica imala je snagu od 30.923 djelatnika, s približno 184 plovila u službi, uključujući manja pomoćna plovila. Smatra se multiregionalnom i mornaricom plavih voda.

## Oprema
Današnja talijanska mornarica je moderna mornarica s brodovima svih vrsta. Flota je u kontinuiranoj evoluciji, a od danas prekooceanske jedinice flote uključuju: 2 laka nosača zrakoplova, 3 amfibijska jurišna broda, 4 razarača, 11 fregata i 8 jurišnih podmornica. Ophodne i obalne ratne postrojbe uključuju: 10 obalnih ophodnih brodova, 10 brodova za protuminske mjere, 4 obalna ophodna broda, a u službi je i raznolika flota pomoćnih brodova.
Glavni brod flote je nosač zrakoplova Cavour. 

## Budućnost
- 2 x fregate opće namjene klase Bergamini (poboljšane, s ASW sposobnostima), koje se grade kako bi zamijenile dva broda iz talijanskog programa gradnje klase FREMM koji su prebačeni u Egipat 2020. i 2021.; isporuka se očekuje u razdoblju 2025–26.[5]

- 1 x klasa Trst, dok za desantni helikopter (L9890), puštanje u rad 2022. (s 4 desantne čamce Vittoria LC23  Arhivirana inačica izvorne stranice od 27. lipnja 2020. (Wayback Machine)i 2 borbena čamca Baglietto MNI15  Arhivirana inačica izvorne stranice od 30. studenoga 2022. (Wayback Machine)).
- 7 x izvanobalni ophodni brod / fregata klase Thaon di Revel, puštanje u rad između 2021. i 2026., s još tri u opciji[6]

- 2 x U212NFS jurišne podmornice, puštanje u pogon 2027.-2029., s još dvije na opciji za održavanje flote od osam podmornica.[7]

- 2 x 11 000 tona razarača klase DDX, razvoj klase Horizon koji će zamijeniti razarače klase Durand de la Penne s vođenim projektilima do 2028. do 2030.[8]
- 3 broda za logističku podršku klase Vulcano, koji će zamijeniti Vesuvio(A5329) i Etnu(A 5326).
- 1 x UBOS, plovilo za podršku ronjenju
- 10 x MTC, obalni transportni brodovi koji će zamijeniti Gorgona klasu i Ponzu klasu
- 4 x plovila za obuku
- MLU Mid-Life Update razarača klase Horizon

- 9 x pomorskih ophodnih zrakoplova (trenutno 4 x ATR 72 MP u službi)
- 30 teških helikoptera (trenutno 22 x AW101 u službi)
- 12 lakih namjenskih helikoptera, nova nabava helikoptera AW169
- 16 x taktičkih bespilotnih letjelica (trenutno 10 x ScanEagle u službi)